# 大田正輝
大田 正輝（おおた まさき ）は、日本のピン芸人。
広島県広島市出身。よしもとクリエイティブ・エージェンシー広島事務所所属を経て、よしもとクリエイティブ・エージェンシー大阪に所属。
現在はフリーで活動。

## 主な出演

### テレビ番組
- バッキー守岡のウィークえんじゃ〜（よしもと芸人いらっしゃ～い） （中国放送）
- 広島すまいるパフェ「楽屋トーク水曜日」（FMちゅーピー）